# Société d'économie mixte
Pour les articles homonymes, voir SEM.
En France, une société d'économie mixte (abrégé en SEM) est une société anonyme dont le capital est majoritairement détenu par une ou plusieurs personnes publiques (à savoir l'État, une collectivité territoriale ou un établissement public). Cette participation majoritaire publique est plafonnée à 85 % du capital depuis la loi du 2 janvier 2002. Au moins une personne privée doit participer au capital de la SEM, sachant qu'il peut s'agir d'une autre SEM.
Le recours à la SEM garantit à la collectivité publique actionnaire et cocontractante la prise en compte effective de l'intérêt général dans les objectifs de l'entreprise et la souplesse de la société de droit privé.
Les SEM sont représentées auprès des pouvoirs publics français par la Fédération des élus des Entreprises publiques locales.

## Typologie et régime juridique des SEM
Les SEM sont des sociétés anonymes, dont la collectivité doit posséder entre 51 et 85 % du capital. La collectivité dispose d'au moins un représentant et de la moitié des voix au conseil d'administration. Les SEM sont des personnes morales de droit privé en vertu des textes qui les régissent. La responsabilité des actionnaires des SEM est limitée à leurs apports.
Il existe théoriquement trois grandes catégories de SEM selon l'actionnaire public principal.

### Société d'économie mixte locale
L'actionnaire principal des sociétés d'économie mixte locales (SEML) est une collectivité territoriale ] (dont le plafond de participation est limité à 85 %). Leur régime juridique est fixé par le titre II du chapitre V du livre Ier du code général des collectivités territoriales (articles L.1521-1 et suivants), ainsi que par les articles L.225-1 et suivants du code de commerce issus de la codification de la loi du 24 juillet 1966 sur les sociétés commerciales. Leurs principaux champs d'intervention sont les transports, l'aménagement, le logement, le tourisme, les réseaux et, pour 8 % d'entre elles, le développement économique.
On distingue quelques sociétés d'économie mixte particulières :
- La société anonyme d'économie mixte ou SAEM.
- La société anonyme d'économie mixte locale ou SAEML.
- La société anonyme immobilière d'économie mixte ou SAIEM.

### Sociétés d'économie mixte de la Nouvelle-Calédonie et de la Polynésie française
La Nouvelle-Calédonie et ses provinces, et la Polynésie française peuvent être l'actionnaire principal de sociétés d'économie mixte.
Les sociétés d'économie mixte de la Nouvelle-Calédonie sont régies par l'article 53 de la loi organique no 99-209 du 19 mars 1999 fixant le statut du territoire ainsi que par les articles 8, 8-1 et 8-2 de la loi no 99-210 de la même date, qui renvoient partiellement aux dispositions du code général des collectivités territoriales.
Celles de la Polynésie françaises sont soumises à l'article 29 de la loi organique no 2004-192 du 27 février 2004 et par la loi du pays no 2022-1 du 11 janvier 2022.

### Société d'économie mixte de l'État
L'État peut aussi être actionnaire principal d'une SEM. Toutefois, ce type de SEM correspond surtout au statut historique de la SNCF avant 1983 (voir infra).

## Objet des SEM
Une SEM peut réaliser des opérations d'aménagement, la construction ou l'exploitation de services publics à caractère industriel ou commercial ou de toute autre activité d'intérêt général. Elles peuvent également réaliser des opérations de conception, réalisation, entretien ou maintenance ainsi que, le cas échéant, de financement d'équipements hospitaliers ou médico-sociaux pour les besoins d'un établissement de santé, d'un établissement social ou médico-social ou d'un groupement de coopération sanitaire.
Elle ne doit pas fausser le jeu normal de la concurrence. Alors que le code des marchés publics de 2001 avait dans un premier temps exclu de son champ d'application les contrats de mandat, par lesquels une collectivité publique confie à une SEM l'exécution d'une mission de service public, le Conseil d'État a réintégré en 2003 ces contrats dans le champ de la concurrence. Depuis, le code des marchés publics de 2004, celui de 2006 et l'actuel code de la commande publique ne sont pas revenus sur cette réintégration.

## Histoire
Avant 1983, les sociétés d'économie mixte relevaient, en Alsace-Moselle, de la loi locale du 6 juin 1895 et, dans les autres départements, des décrets-lois des 5 novembre et 28 décembre 1926. Le régime des SEM a ensuite été fixé par la loi no 83-597 du 7 juillet 1983, codifiée ensuite au code général des collectivités territoriales.
Les sociétés d'économie mixte ont initialement été créées pour répondre aux besoins des personnes publiques. En effet, ces sociétés ont pour but la gestion d’une activité dévolue par principe à l’administration, à savoir une activité de service public ou une activité présentant un caractère d’intérêt général. La forme sociétaire de ces entités permet à l’administration une gestion plus souple de ses activités tout en conservant un certain contrôle sur ces sociétés puisque leur capital est composé majoritairement, c’est-à-dire de 50 à 85 %, de capitaux publics ; contrôle que les administrations avaient le plus de mal à rendre effectif lors d’une délégation de leurs activités à des structures entièrement privées.
Depuis le milieu des années 1980, le nombre de SEM actives en France s'est considérablement développé, accompagnant le mouvement général de décentralisation des services publics qui a eu lieu.
Depuis quelques années, le regroupement de communes par le biais de l'intercommunalité est à l'origine d'un tassement du nombre de SEM actives dans le pays.
En 2002, la loi no 2002-1 du 2 janvier 2001 modernise le régime des SEM en plafonnant notamment la participation publique à 85% du capital.

### Historique de l'application dudroit de la concurrence
Les sociétés d’économie mixte étaient donc créées dans le but de répondre à un besoin précis de l’administration et le lien capitalistique certain entre ces deux acteurs a longtemps permis de faire échapper ces sociétés à l’application du droit de la concurrence. La passation de conventions avec ces entités a longtemps échappé à l’application des principes généraux de la commande publique, principes garants, depuis l’arrêt de la Cour de justice des communautés européennes Telaustria Verlags du 7 décembre 2000, d’une égalité dans l’accession aux contrats publics entre entreprises. L’influence du droit communautaire a eu pour conséquence un abandon progressif des exceptions à l’application des principes du droit économique qui bénéficiait aux sociétés d’économie mixte et ces sociétés ont progressivement été soumises au droit de la commande publique.
La Cour de justice des communautés européennes s’est efforcée de stabiliser sur un pied d’égalité les entités publiques et privées. Dans cette optique, la Cour a développé la notion de contrat in house (Cour de justice des communautés européennes, 18 novembre 1999, Teckal), entre l'entité publique et une entité qu'elle contrôle. Cette théorie permet d’écarter l’application des règles du droit économique pour certains contrats spécifiques. La jurisprudence Teckal fixait comme condition à l’existence de tels contrats le fait, en premier lieu, que l’entité à l’origine dudit contrat se voit imposer par une personne publique un contrôle analogue à celui que cette personne publique exercerait sur ses propres services. En second lieu, l’entité en question devait réaliser l’essentiel de son activité avec la personne publique qui la détenait.
Le gouvernement français a donc fait entrer dans cette catégorie les sociétés d’économie mixte puisque le statut de ces entités donne à la personne publique majoritaire le contrôle effectif de la SEM (première condition), et que le périmètre d'activité de la SEM correspond toujours à la personne publique (deuxième condition posée par cette jurisprudence). Ainsi, ces entités particulières échappaient à l’application des règles de droit économique en matière de contrat.
En réaction, la Cour a ajouté une condition à l’application de cette théorie, dans un arrêt du 11 janvier 2005 Stadt Halle, en excluant le bénéfice de la théorie des contrats in house aux entités qui n’étaient pas entièrement détenues par la personne publique. Les sociétés d’économie mixte ne pouvaient donc plus, de ce fait, bénéficier de l’application de cette théorie puisque la loi impose à ces entités un capital mixte, c'est-à-dire un capital devant être détenu à au moins 15 % par des entités de droit privé. Cette position de la Cour, visant clairement à exclure les sociétés d’économie mixte de l’application de la théorie du contrat in house a, par suite, été confirmée dans l’arrêt du 11 mai 2006 Carbotermo.
Jusque dans les années 1990, les contrats passés par les sociétés d’économie mixte avec des personnes publiques étaient exempts de toute procédure de publicité ou de mise en concurrence ; les personnes publiques devaient cependant procéder à une mise en concurrence pour la passation de contrats avec des opérateurs privés.
Cette application du droit commun des délégations de service public aux sociétés d’économie mixte a concrétisé l’introduction des règles de la concurrence dans les relations contractuelles des personnes publiques avec les sociétés d’économie mixte sous l’influence du droit communautaire. L’article 38 de la loi du 29 janvier 1993, dite « Sapin » relative aux délégations de service public excluait initialement de son champ d’application les sociétés dont le capital était directement ou indirectement détenu par la personne publique délégante. Cependant, le Conseil constitutionnel a censuré cette dérogation pour rupture d’égalité, car elle ne se justifiait ni par la nature de l’activité des sociétés d’économie mixte ni par leur caractère statutaire.
La soumission des sociétés d’économie mixte au droit des marchés publics est, cependant, plus récente. Elle résulte d’un effort du juge administratif qui a considéré, dès le début des années 2000 que les sociétés d’économie mixte devaient être considérées comme tout fournisseur potentiel lorsqu’elles offrent des prestations de services aux personnes publiques (Conseil d’État, 30 décembre 2002, Préfet des Côtes d’Armor).
La Commission européenne a remis en cause les contrats de mandat passés entre les personnes publiques et les sociétés d’économie mixte en critiquant la loi « Maîtrise d’ouvrages publics » du 12 juillet 1985 et en déclarant contraire aux directives communautaires certaines de ses dispositions. Selon la Commission, ces contrats de mandat devaient respecter une procédure préalable de publicité et de mise en concurrence puisque assimilées à des prestations de service de droit commun. Dans son arrêt de 2003 UNSPIC, le Conseil d’État a pris en compte ces critiques en imposant l’obligation de respect des principes généraux de la commande publique aux contrats de mandat.

## Part des SEM en 2021
Au 1er juin 2021, la Fédération des Entreprises publiques locales (ex Fédération des Sociétés d'économie mixte - Fedsem) recense 886 SEM actives et 50 projets de création de SEM en France :
- 22 % des sociétés d'économie mixte déjà créées ont une activité de tourisme, de culture et de loisirs pour activité principale,
- 19 % déploient leur activité principale dans le secteur de l'environnement et des réseaux,
- 19 % déploient leur activité principale dans le secteur de l'habitat et de l'immobilier,
- 18 % ont pour objet l'aménagement du territoire,
- 13 % déploient leur activité principale dans le secteur du développement économique,
- 6 % déploient leur activité principale dans le secteur de la mobilité,
- 3% déploient leur activité principale dans le secteur des services à la personne.

En 2017, les SEM ont réalisé un chiffre d'affaires cumulé de 11,6 milliards d'euros et affichent une capitalisation de 4,7 milliards d'euros, détenue à 65 % par des collectivités locales[citation nécessaire].
Plus de 53 000 personnes travaillent dans des SEM[citation nécessaire].
Les SEM sont très présentes en outre-mer : en 2017, les 81 SEM ultramarines représentent une capitalisation de 1,2 milliard d'euros. En 2017, elles ont réalisé un chiffre d'affaires de 1,7 milliard d'euros et employé 8 147 personnes[citation nécessaire].

## Exemples de SEM
- la SEMCODA, société d'économie mixte de construction du département de l'Ain (aménagement du territoire, assistant à maîtrise d'ouvrage, gestion de copropriété, promoteur immobilier)
- La SAVASEM, société d'économie mixte d'Ax 3 Domaines
- La Sematra, actionnaire principal d'Air Austral (compagnie aérienne réunionnaise)
- La Semitan, la Société d'économie mixte des transports en commun de l'agglomération nantaise
- La SEM InCite, promoteur et gestionnaire immobilier de la ville de Bordeaux
- Gaz de Strasbourg, le gestionnaire du réseau de distribution de gaz naturel à Strasbourg.
- La SOFINOR, SEM de la province nord de Nouvelle-Calédonie, actionnaire principale de la Société minière du Sud Pacifique
- La SAEML Chemins de fer de la Corse, exploitant du réseau ferroviaire de la Corse
- Oppidea, SEM d'aménagement de Toulouse Métropole, créée en 2012 et résultant de la fusion de 3 SEM historiquement portées par les villes de Blagnac, Colomiers et Toulouse.
- La SAEDEL, Société d'Aménagement et d'Equipement du Département d'Eure-et-Loir.
- La SEM SIPEnR, qui développe, finance, construit et exploite des projets d'énergies renouvelables.

## Anciennes SEM
- La Semvat, la Société d'économie mixte des voyageurs de l'agglomération toulousaine, remplacée par Connex en 2004, à laquelle a succédé une régie directe le 1er janvier 2006 ;
- Les SEMCA (Sociétés d'économie mixte concessionnaires d'autoroutes) reprises depuis la réforme de 2002 par Eiffage (SAPRR et AREA), Vinci (ASF et Escota) et Abertis (Sanef et SAPN) ;
- La Société nationale des chemins de fer français (SNCF), était une société anonyme d'économie mixte de sa création le 1er janvier 1938 jusqu'à son changement de statut (en établissement public à caractère industriel et commercial) le 1er janvier 1983 ;
- La Semtao, la Société d'économie mixte des transports de l'agglomération orléanaise, remplacée par Keolis Orléans Val de Loire (Transports de l'agglomération orléanaise) en 2010 ;
- La Société d'économie mixte des transports collectifs de l'agglomération rennaise (SEMTCAR), chargée de la conception du métro de Rennes, devenue une société publique locale et renommée Trajectoires en 2022.